# Gerger
Gerger è un comune di 4.330 abitanti nella provincia di Adıyaman, in Turchia.
| Anno | Totale | Comune | Distretto |
| ---- | ------ | ------ | --------- |
| 2010 | 24.622 | 3.235  | 21.387    |
| 2009 | 25.440 | 3.242  | 22.198    |
| 2008 | 25.769 | 3.472  | 22.297    |
| 2007 | 25.811 | 4.059  | 21.752    |
| 2000 | 27.208 | 4.223  | 22.985    |
| 1990 | 32.587 | 3.854  | 28.733    |
| 1985 | 32.618 | 4.221  | 28.397    |
| 1980 | 30.380 | 3.704  | 26.676    |
| 1975 | 30.820 | 2.773  | 28.047    |
| 1970 | 29.395 | 2.279  | 27.116    |
| 1965 | 26.723 | 1.229  | 25.494    |